# 上野敏子
上野 敏子（うえの としこ、1949年10月3日 - ）は九州地方で活躍するフリーアナウンサー、ローカルタレント。旧名は田鍋 敏子（たなべ としこ）。

## 略歴・人物
- 若かりし頃、大阪万博のイベントコンパニオンを務めていた。
- 1972年にKBC九州朝日放送アナウンサーとして入社後、現在はフリーでテレビやラジオに出演している。
- 夫は元KBCの社員上野輝幸で（その後KBCの取締役を経て、2010年6月に大分朝日放送の社長に就任）、かつてANNベルリン支局（既に廃止）に特派員として4年間派遣されていた。その時期、彼女もドイツで暮らしている。
- 現在もKBCラジオのスポットで流れる「私達は地球上の資源を使って生活しています。限りある資源です、大切に使いましょう。みなさまのKBCラジオです。[1]」の声の主である。
- KBC退社後も『情報回遊TV うるとらマンボウ』や『アサデス。』、『PAO〜N』など同局の番組に出演していたが、2006年の春で降板し、現在はライバル局であるRKB毎日放送の番組に主に出演している。
- 全国で放送されているファーマフーズ（本社・京都府）の通販CM「博士ルーペ」「育毛剤ニューモ」「ひざ衛門」「ドンホワイドン」に出演している。

## 現在のレギュラー
- トコトンHappyサタデー（長崎文化放送、土曜9:30～10:30、土曜ご意見番）

## 過去のレギュラー
- 情報回遊TV うるとらマンボウ（KBCテレビほか）
- アサデス。（KBCテレビほか、ピンキーとして出演）
- PAO〜N（KBCラジオ、火曜日レギュラー）
- 今日感テレビ（RKBテレビ、月曜～木曜13:55、金曜14:55～18:40）
- 探検!九州（RKBテレビ、水曜19:55～20:54、不定期出演）
- 島田誠のおだまりっ!ザウルス（RKBラジオ）
- 至福の時間（とき）（TVQ九州放送、ナレーション）
- のびのび!カマンベーロ（TVQ九州放送）
- 花畑情報カフェ サタブラ（熊本朝日放送）
- 土曜の夜は!おとななテレビ（TVQ九州放送）
- ごちそうマエストロ(TVQ九州放送、MC)
- トコトンHappy（長崎文化放送、月曜日レギュラー）
- トコトン・サタデー（長崎文化放送）
- 金様の鍵（大分朝日放送）

## CM
- 明治薬品「ヘルスパンC錠2000」